# Stefano Sandrone
Stefano Sandrone, född 1 februari 1988 i  Canelli, är en italiensk hjärnforskare och en Teaching Fellow vid Imperial College London.

## Liv och arbeten
Stefano Sandrone blev doktorand i Neuroscience vid King's College London i Storbritannien, där han började sin karriär som Teaching Fellow.
År 2014 valdes han som en ung vetenskapsman för det 64:e Lindau Nobel Laureate Meeting i fysiologi eller medicin, där 37 nobelpristagare deltog, och framträdde i Wired tidskriftens lista över mest lovande italienare under 35.
År 2015 var han medförfattare till boken Brain Renaissance, och för detta tilldelades han priset för "Outstanding Book in the History of the Neurosciences" av International Society for Neurosciences History. Han bidrog också till 41:e upplagan av Gray's Anatomy.
År 2016 tilldelades Sandrone H. Richard Tyler Award av American Academy of Neurology, och följande år valdes han till vice ordförande i avdelningen för neurologins historia inom samma akademi, och blev därmed den yngsta vice ordföranden vid American Academy of Neurology År 2017 erkändes han också som Fellow av Higher Education Academy.
Sandrons verk innefattar återupptäckandet av manuskriptet om det första funktionella neuroimaging-experimentet, som har presenterats i flera tidskrifter och tidningar.